# Alexander Neef
Alexander Neef (* 22. Februar 1974 in Roßwälden in der Gemeinde Ebersbach an der Fils) ist ein deutscher Intendant. Er ist seit September 2020 Direktor der Opéra National de Paris.

## Biographie

### Ausbildung und Beginn seiner Karriere
Neef lernte bereits im Alter von neun Jahren Klavierspielen. Später absolvierte er ein Studium in Lateinischer Philologie und moderne Geschichte an der Eberhard-Karls-Universität Tübingen.
Bei den Salzburger Festspielen, bei denen er administrative Tätigkeiten übernahm, lernte er den Intendant Gerard Mortier, der kurz darauf sein Mentor wurde. Auch bei der Gestaltung der Ruhrtriennale, einem jährlichen internationales Kunstfestival im Ruhrgebiet, wirkte Neef mit.
Von 2004 bis 2008 war er als Casting-Direktor an der Opéra National de Paris unter der Generaldirektion von Gerard Mortier tätig. Im März 2007 hatte er als Begleiter Mortiers die Gelegenheit eines kurzen Gastspiels an der New York City Opera.

#### Leitung der Canadian Opera Company (2008–2020)
Im Juni 2008 wurde Alexander Neef zum Leiter der Canadian Opera Company ernannt. Zudem war er zu dieser Zeit künstlerischer Leiter der Santa Fe Opera in New Mexico. Unter seiner Leitung kehrte das kanadische Ensemble 2011 zum ersten Mal seit 1993 an die Brooklyn Academy of Music zurück, wo es die neue Produktion von The Nightingale and Other Short Fables unter der Leitung von Robert Lepage in Koproduktion mit dem Festival d’Aix-en-Provence, der Opéra National de Lyon und der Niederländischen Nationaloper spielte. Die Leitung Neefs prägen besonders zwei Werke, die zu seiner Zeit als Weltpremiere aufgeführt wurden: 2015 präsentierte das COC die Weltpremiere der zeitgenössischen Oper Pyramus und Thisbe, komponiert von der Kanadierin Barbara Monk, der Ehefrau von Morton Feldman und Ende 2018 spielte das kanadische Ensemble die Oper Hadrian, komponiert von Rufus Wainwright.

### Direktion der Opéra national de Paris (seit 2020)
Bei der Kabinettssitzung am 24. Juli 2019 und nach einem entscheidenden Gespräch mit dem französischen Präsidenten Emmanuel Macron wurde Alexander Neef zum Direktor der Pariser Oper ernannt, um die Nachfolge von Stéphane Lissner anzutreten, dessen Amtszeit im Juli 2021 endet. Seine Vergütung als Direktor der Pariser Oper beträgt 350.000 Euro pro Jahr (170.000 Euro funktionaler Anteil, 138.000 Euro persönliche Ergänzung und 42.000 Euro variabler Anteil).
Bis zu seinem tatsächlichen Amtsantritt war er „präfigurierender Direktor“, d. h. es oblag ihm, die Produktionen für die Spielzeiten ab der Spielzeit 2021/2022 vorzubereiten. In einem Interview mit Le Figaro kündigte er an, dass er sich besonders darauf konzentrieren werde, das „französische Repertoire“ am Leben zu erhalten.
Geprägt von der durch die Covid-19-Pandemie ausgelösten Krise in Frankreich, die zur Schließung von Aufführungshäusern führte, erfolgte diese Amtsübernahme schließlich vorzeitig, als im Juni 2020 der plötzliche Weggang von Stéphane Lissner zum Teatro San Carlo in Neapel bekannt gegeben wurde.
Am 26. August 2020 gab die französische Kulturministerin Roselyne Bachelot schließlich seinen offiziellen Amtsantritt am 1. September 2020 bekannt. Dabei behielt Neef seine Verantwortlichkeiten bei der Canadian Opera Company bis zum Amtsantritt seines Nachfolgers.
Im Dezember 2020 kündigte Alexander Neef nach der Veröffentlichung eines Manifests zur Abschaffung der Rassendiskriminierung an der Pariser Nationaloper an, dass er eine beginnende Auseinandersetzung mit Stereotypen im Repertoire des klassischen Balletts sowie die Einrichtung „einer Mission zur Vielfalt innerhalb der Opéra national de Paris“ initiieren wolle.
Im Februar 2024 verlängerte der französische Präsident die Amtszeit Alexander Neefs als Direktor der Pariser Oper bis 2032. Diese Entscheidung erfolgte in Anerkennung seiner bemerkenswerten Erfolge an der Spitze der Institution, die durch gefüllte Säle seit dem Ende der Pandemie und durch die Erwirtschaftung von Gewinnen im Jahr 2023 gekennzeichnet waren, etwas, das seit 2017 zum ersten Mal wieder vorkam.

### Auszeichnungen
Im September 2018 wurde Alexander Neef der Verdienstorden der Bundesrepublik Deutschland verliehen.